# インキューブ
インキューブは西鉄グループの流通事業の一つであり、株式会社インキューブ西鉄が運営している。

## 概要
1999年（平成11年）に開業した「雑貨館インキューブ天神店」を基幹店とする「西鉄グループ」の雑貨店である。
2010年（平成22年）10月28日にソラリアステージビルの5階の飲食店跡を改装して増床し、店舗面積を約5,300m2と競合する「天神ロフト」とほぼ同規模として対抗するなど、福岡市の都心部で激しい雑貨店競争を繰り広げた。
天神店以外では、2009年（平成21年）6月26日に久留米市の「エマックス・クルメ」に出店した久留米店が第1号店となっており、当初は親会社の西日本鉄道沿線のグループの商業施設内にのみ展開していた。
その後、2011年（平成23年）4月15日に開業した福岡市の木の葉モール橋本に開業と同時に出店したのを皮切りに郊外への出店に乗り出した。
2013年（平成25年）6月21日には大分市のパークプレイス大分に出店して福岡県外への出店も開始し、同年11月29日に開業したさせぼ五番街にも開業と同時に出店して長崎県へ進出し、2014年（平成26年）3月にサンリブシティ小倉に出店、2018年8月には熊本県のイオンモール熊本に出店するなど店舗展開を進め、2018年9月現在で九州に9店舗を展開するチェーンへ成長した。
2014年（平成26年）6月27日に開業したイオンモール名古屋茶屋に開業と同時に出店したのを皮切りに、同年10月に東京都の「丸井吉祥寺店」や京都市の「イオンモール京都桂川店」、山陽小野田市の「おのだサンパーク店」と本州の各地への出店を始め、全国展開を目指すことになった。
しかし、2011年（平成23年）3月4日に開業した福岡市のJR博多シティに開業と同時に出店した東急ハンズが想定を超える売上を上げるなど、福岡での大型雑貨店の競争が激しくなった。
その影響で天神店が不振に陥り、流通2009年（平成21年）度には約25億円あった基幹店の天神店の売上高が、2012年（平成24年）度には約22億円へ落ち込んでいる。
そのため、こうした多店化の推進を行っているものの、2014年（平成26年）3月期で全体で売上高は約27億円に留まっている。
2014年（平成26年）6月27日には社長に石川たかねが就任し、西鉄グループ生え抜き社員出身では初の女性社長となった。

## 雑貨館インキューブ天神店
1999年（平成11年）に開業した当社の基幹店で、ソラリアステージビルに出店している。
5階の飲食店跡を改装して店舗面積を約4,300m2から約5,300m2へ増床し、競合する「天神ロフト」とほぼ同規模とすることで、東急ハンズの博多駅進出に伴う福岡市の都心部での激しい雑貨店競争に対応しようとした。
この増床により、2010年（平成22年）10月28日にはビルの2009年（平成21年）度には約25億円あった売上高を3億円ほど増やして約28億円とすることを目指した。
しかし、2011年（平成23年）3月4日に開業した福岡市の「JR博多シティ」に開業と同時に出店した「東急ハンズ」が想定を超える売上を上げるなど福岡での大型雑貨店の競争が激しくなった影響を受け、2012年（平成24年）度には約22億円へ落ち込んでいる。
そこで、2014年（平成26年）6月27日に全館が新装開店した改装では、通路を20cm広げる共に各階エスカレーターの横に休憩スペースを新設し、商品棚の高さも150cmから135cmへ低くすることで開放感を出すなど、ゆったりと買い物できる空間へ転換することで女性客などが買い物をし易くする効果を狙った。
また、この改装では、パーティー用品などの販売不振の続いている商品の売り場を減らすなど全体の売り場面積をも約20%縮小し、3階と5階の一部にはテナントを導入することになった。
そのため、美容・健康雑貨や文具などの売り上げ拡大が目指せる商品を増やすなど売り場効率を高めることで売上の減少を抑制し、改装後の売上高目標を2012年（平成22年）度から約10減の20億円とすることを目指している。

## 店舗
現行の店舗は「公式サイト」を参照。

## 取扱商品
ファッション雑貨・バラエティ雑貨・ステーショナリーインテリア雑貨・生活雑貨・化粧品雑貨類を販売している。
また、親会社である大手私鉄西日本鉄道に因んだ西鉄電車、バスの車内に掲示する路線図やバス停の表示板、廃線になった駅の看板などの販売会も行っている。開業時からソラリアステージビル中心での運営を行っていたが、2009年に久留米店、2011年に橋本店、2014年にサンリブシティ小倉店、イオンモール名古屋茶屋店をオープンさせ、天神店も増床した。

## ギャラリー

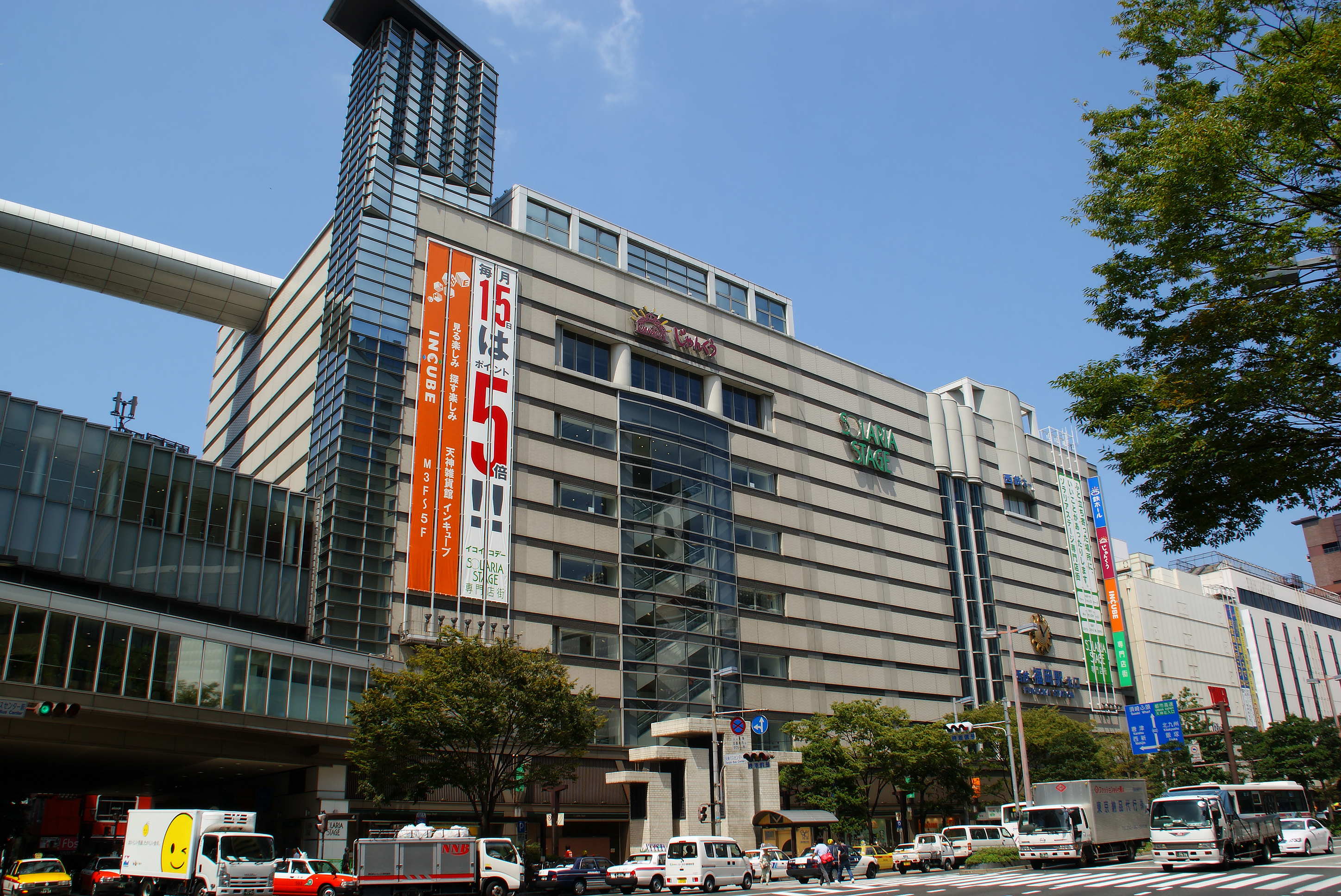
インキューブが入居するソラリアステージ
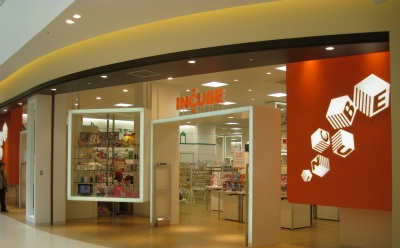
木の葉モール橋本店
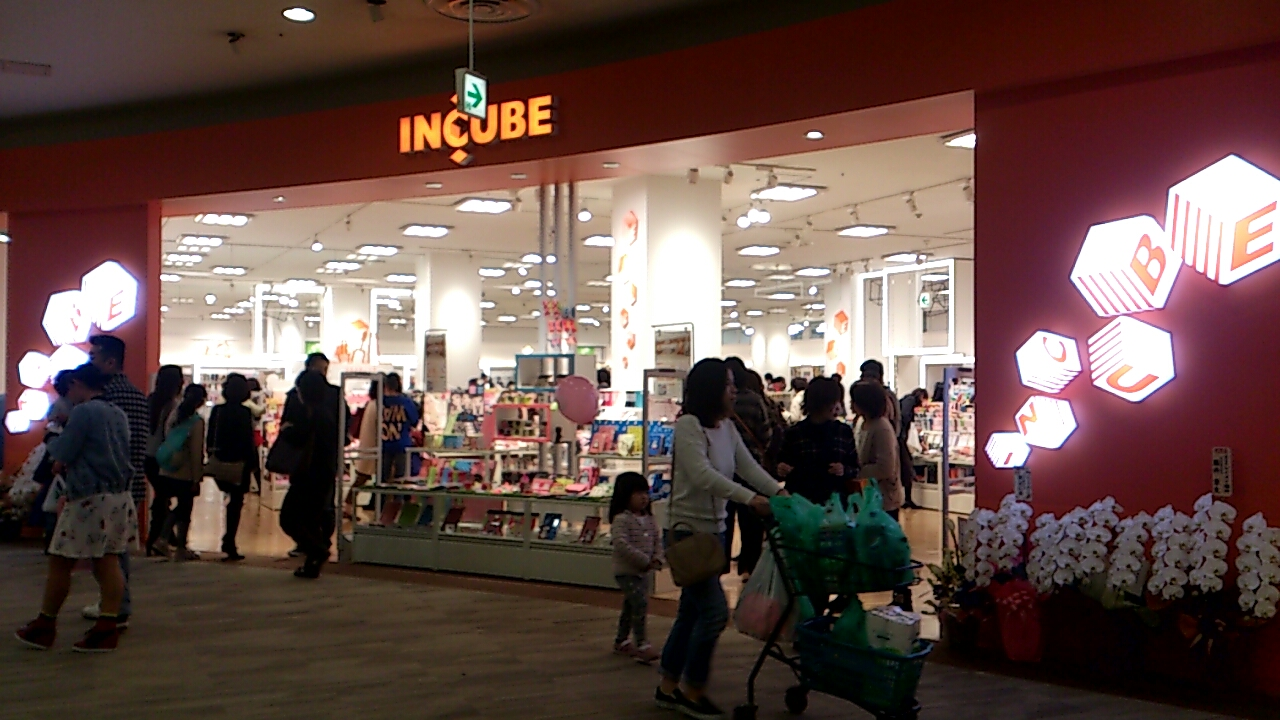
サンリブシティ小倉店